# Ophiomyia lutzi
Ophiomyia lutzi är en tvåvingeart som beskrevs av Spencer 1977. Ophiomyia lutzi ingår i släktet Ophiomyia och familjen minerarflugor. Inga underarter finns listade i Catalogue of Life.